# 嘉重春樺
嘉重 春樺（かじゅう はるか、2000年2月26日 - ）は、日本の柔道選手。徳島県出身。階級は63kg級。身長158cm。血液型はAB型。組み手は左組み。得意技は背負投。

## 経歴
柔道は4歳の時に藍住真導スポーツ少年団で始めた。藍住中学から東大阪敬愛高校に進むと、2年の時には高校選手権の63㎏級で3位になった。3年の時には全日本カデとインターハイで優勝した。全日本ジュニアでは2位だったが、ベルギー国際で優勝した。2018年に環太平洋大学へ進学すると、2年の時に全日本ジュニアと体重別団体で3位だった
。4年の時には学生体重別で3位だったが、体重別団体で優勝した。2022年にブイ・テクノロジー所属になると、2023年の体重別では準決勝で綜合警備保障の立川桃と対戦して、一旦は腕挫十字固で勝利した。しかしながら、立川の所属先監督である小橋秀規の抗議もあって試合後に改めてビデオ判定がなされると、嘉重が立川の関節を極める直前に反則負けの対象となる立ち姿勢からの腕挫腋固を仕掛けたことが確認されたため、勝者から一転して敗者となった。2023年から2年連続で実業個人選手権の2位となった。2024年の講道館杯では決勝でコマツの檀野芽紅を破って、シニアの全国大会初優勝を飾った。グランドスラム・東京では準決勝でパーク24の堀川恵を腕挫十字固で破ると、決勝では檀野に反則勝ちして優勝した。2025年のグランドスラム・パリでは準決勝で世界チャンピオンであるオランダのジョアンネ・ファンリースハウトを有効で破ると、決勝では地元フランスのマノン・ドゥクテルに反則勝ちして優勝した。体重別では初戦で敗れた。しかし、これまでの実績から世界選手権代表に選ばれた。続くアジア選手権では決勝でモンゴルのルハグバトゴー・エンフリーレンを崩袈裟固で破って優勝した。6月の世界選手権では準々決勝で有効勝ちした以外は全て寝技で一本勝ちして決勝へ進むと、カナダのカトリーヌ・ボーシュマン＝ピナールを有効で破って優勝した。
IJF世界ランキングは2800ポイント獲得で11位(25/6/2現在)。

## 戦績
- 2017年 -　高校選手権 3位
- 2017年 -　全日本カデ 優勝
- 2017年 -　インターハイ 優勝
- 2017年 -　全日本ジュニア 2位
- 2017年 -　エクサンプロバンスジュニア国際 優勝
- 2018年 -　ベルギー国際 優勝
- 2019年 -　優勝大会 3位
- 2019年 -　全日本ジュニア 3位
- 2019年 -　体重別団体 3位
- 2021年 -　学生体重別 3位
- 2021年 -　体重別団体 優勝
- 2022年 -　実業個人選手権 3位
- 2023年 - 体重別 3位
- 2023年 -　実業個人選手権 2位
- 2024年 -　実業個人選手権 2位
- 2024年 - 講道館杯 優勝
- 2024年 - グランドスラム・東京 優勝
- 2025年 - グランドスラム・パリ　優勝
- 2025年 - アジア選手権　優勝
- 2025年 - 世界選手権 優勝

(出典、JudoInside.com)